# Ostoja Augustowska
Ostoja Augustowska este o arie protejată (sit de importanță comunitară — SCI) din Polonia întinsă pe o suprafață de 107.068,74 ha, integral pe uscat.

## Localizare
Centrul sitului Ostoja Augustowska este situat la coordonatele 53°55′02″N 23°14′55″E / 53.9171°N 23.2486°E.

## Înființare
Situl Ostoja Augustowska a fost declarat sit de importanță comunitară în august 2007 pentru a proteja 8 specii de plante și 15 specii de animale.

## Biodiversitate
Situată în ecoregiunea continentală, aria protejată conține 18 habitate naturale: Vegetație psamofilă uscată cu pășuni deschise de Corynephorus și Agrostis, Ape puternic oligomezotrofe cu vegetație bentonică cu Chara spp., Lacuri eutrofice naturale cu vegetație de tip Magnopotamion sau Hydrocharition, Lacuri și iazuri distrofice naturale, Cursuri de apă de la nivel de câmpie la nivel montan, cu vegetație Ranunculion fluitantis și Callitricho-Batrachion, Pajiști uscate europene, Pajiști calcaroase din nisipuri xerice, Pajiști cu Molinia pe soluri calcaroase, turboase sau argilos-nămoloase (Molinion caeruleae), Liziere de ierburi înalte hidrofile de câmpie și de nivel montan până la alpin, Fânețe de joasă altitudine (Alopecurus pratensis, Sanguisorba officinalis), Turbării active, Mlaștini turboase de tranziție și turbării mișcătoare, Mlaștini calcaroase cu Cladium mariscus și specii de Caricion davallianae, Mlaștini alcaline, Păduri de stejar și carpen Galio-Carpinetum, Mlaștini împădurite, Păduri aluvionare cu Alnus glutinosa și Fraxinus excelsior (Alno-Padion, Alnion incanae, Salicion albae), Păduri central-europene de pin scoțian cu licheni.
La baza desemnării sitului se află mai multe specii protejate:
- plante (8): turiță (Agrimonia pilosa), otrățelul bălților (Aldrovanda vesiculosa), papucul doamnei (Cypripedium calceolus), Hamatocaulis vernicosus, moșișoare (Liparis loeselii), dedițelul (Pulsatilla patens), ochii-șoricelului (Saxifraga hirculus), Thesium ebracteatum
- amfibieni (2): buhai de baltă cu burta roșie (Bombina bombina), triton cu creastă (Triturus cristatus)
- mamifere (4): lupul (Canis lupus), castor (Castor fiber), vidră de râu (Lutra lutra), râs eurasiatic (Lynx lynx)
- nevertebrate (6): Boros schneideri, fluturele purpuriu (Lycaena dispar), Lycaena helle, Osmoderma eremita, Vertigo angustior, Vertigo geyeri
- pești (2): cicar (Lampetra planeri), țipar (Misgurnus fossilis)
- reptile (1): țestoasa de baltă (Emys orbicularis)